# Arborimus longicaudus
Arborimus longicaudus es una especie de roedor de la familia Cricetidae.

## Distribución geográfica
Se encuentra solo en el Noroeste del Pacífico.